# Leon Skorupka
Leon Julian Józef Skorupka herbu Ślepowron (ur. 19 kwietnia 1821, zm. 12 stycznia 1875) – poseł do Sejmu Krajowego Galicji I kadencji (1861–1867), właściciel dóbr i posiadacz domu w Krakowie.
Syn Józefa i Józefy  hr Przerembskiej. Właściciel Prokocimia. Członek Komitetu Obywatelskiego w Krakowie w czasie powstania styczniowego. 
Wybrany w III kurii obwodu Kraków, z okręgu wyborczego Miasto Kraków.
Żonaty z Józefą Gorayską. Miał dwoje dzieci. 